# Lathys
Lathys är ett släkte av spindlar som beskrevs av Simon 1884. Lathys ingår i familjen kardarspindlar.

## Dottertaxa tillLathys, i alfabetisk ordning[1][2]
- Lathys affinis
- Lathys alberta
- Lathys albida
- Lathys alticola
- Lathys annulata
- Lathys bin
- Lathys brevitibialis
- Lathys cambridgei
- Lathys changtunesis
- Lathys coralynae
- Lathys delicatula
- Lathys dentichelis
- Lathys dihamata
- Lathys dixiana
- Lathys foxi
- Lathys heterophthalma
- Lathys humilis
- Lathys immaculata
- Lathys insulana
- Lathys jubata
- Lathys lepida
- Lathys lutulenta
- Lathys maculina
- Lathys maculosa
- Lathys maura
- Lathys narbonensis
- Lathys nielseni
- Lathys pallida
- Lathys sexoculata
- Lathys sexpustulata
- Lathys simplex
- Lathys simplicior
- Lathys sindi
- Lathys stigmatisata
- Lathys subviridis
- Lathys sylvania
- Lathys teideensis
- Lathys truncata